# Anna Jarvis
Anna Maria Jarvis (Webster, 1 de maio de 1864 – West Chester, 24 de novembro de 1948) foi uma ativista social norte-americana, conhecida como a idealizadora do Dia das Mães nos Estados Unidos.
Sua mãe expressava frequentemente o desejo de estabelecer tal feriado e, após a morte de sua mãe, Jarvis liderou o movimento para a estabelecer a data da comemoração. No entanto, com o passar dos anos, Jarvis ficou desencantada com a crescente comercialização da data e até tentou destituir o Dia das Mães. No início da década de 1940, Anna ficou doente e foi internada em um sanatório por amigos, onde morreu em 24 de novembro de 1948.
Anna Jarvis idealizou a celebração do Dia das Mães em homenagem à sua própria mãe, Ann Reeves Jarvis. Quando menina, ela disse ter sido inspirada por uma oração que certa vez ouviu sua mãe fazer. “Espero e rezo para que alguém, algum dia, encontre um memorial no Dia das Mães em homenagem a seu serviço incomparável prestado à humanidade em todas as áreas da vida”, Anna lembrou-se de sua mãe ter dito. Anna escolheu o segundo domingo de maio para marcar o aniversário da morte de sua mãe e escolheu a flor favorita da Sra. Jarvis, o cravo branco, como emblema oficial do feriado. O pedido de Jarvis para que as crianças visitassem ou escrevessem cartas para casa no Dia das Mães refletia o significado que ela atribuía à sua própria correspondência com a mãe.

## Biografia
Anna nasceu na vila de Webster, no condado de Taylor, na Virgínia Ocidental, em 1864. Era a nona criança entre os 11 filhos de Granville E. Jarvis e Ann Maria Reeves. Sete de seus irmãos e irmãs morreram no parto ou ainda na infância.
Sua mãe, Ann Reeves Jarvis, foi uma ativista social e fundadora dos Clubes de Trabalho do Dia das Mães. Guiada por sua fé, era bastante ativa na comunidade da Igreja Metodista Episcopal Andrews. Foi durante uma de suas aulas de catecismo, em 1876, que sua filha, Anna Jarvis, teria se inspirado para o Dia das Mães, quando Ann terminou a aula com uma oração, pedindo que um dia fosse criado um dia que comemorasse o trabalho e dedicação com que as mães trabalhavam pela humanidade.
Encorajada pela mãe, Anna foi para a faculdade, onde se formou como professora no Seminário Feminino de Augusta, hoje a Universidade Mary Baldwin, na Virgínia. Ela então voltou para casa, em Grafton, onde foi professora da rede pública, além de ser membro ativo na comunidade da igreja, junto da mãe.
Seu tio, Dr. James Edmund Reeves, a persuadiu a se mudar para Chattanooga, no Tennessee, onde Anna trabalhou por um ano como caixa de banco. No ano seguinte, mudou-se para a Filadélfia, onde foi morar com o irmão, apesar dos pedidos de sua mãe de retornar para Grafton. Anna começou a trabalhar na seguradora Fidelity Mutual Life, onde se tornou editora da empresa. Outra conquista foi tornar-se acionista da Quaker City Cab Company, empresa de seu irmão.
Mesmo longe de Grafton, Anna mantinha contato com a mãe, por meio de correspondências. Ann Reeves estava orgulhosa das conquistas da filha e as cartas mostram como as duas eram ligadas uma à outra. Após a morte do pai, em 1902, ela implorou para a mãe se mudar para a Filadélfia, de maneira a ficar perto dela e do irmão. Ambos estavam preocupados com sua saúde e no fim ela concordou com a mudança, em 1904, quando seus problemas cardíacos se agravaram. Anna passava boa parte de seu tempo cuidando da mãe, conforme sua saúde piorava e Ann Reeves morreu em 9 de maio de 1905.

## O dia das mães
Em 10 de maio de 1908, três anos após a morte de sua mãe, Jarvis realizou uma cerimônia em memória de sua e de todas as mães na Igreja Metodista Episcopal Andrews, hoje Santuário Internacional do Dia das Mães, em Grafton, na Virgínia Ocidental, marcando a primeira observância oficial de Dia das Mães. Embora Jarvis não tenha comparecido, ela enviou um telegrama descrevendo o significado do dia e quinhentos cravos brancos para todos os que compareceram ao culto. Ao falar na Filadélfia, no Wanamaker's Store Auditorium, ela comoveu o público com o poder de seu discurso.
Embora a proclamação nacional representasse uma validação pública dos seus esforços, Anna sempre acreditou ser a líder do dia comemorativo. Ela, portanto, manteve sua crença no significado sentimental do dia para homenagear todas as mães e a maternidade. Entretanto, Anna começou a perceber que muitos estavam lucrando com a data que deveria ser de homenagens e não de consumismo. Eram buquês de flores e confecção de cartões com dedicatórias, enquanto Anna reiterava a importância da homenagem em si.
No entanto, seus esforços para manter o significado original do dia levaram a suas próprias dificuldades econômicas. Enquanto outros lucraram com o dia, Anna Jarvis não, e ela passou os últimos anos de sua vida com sua irmã Lillie. Em 1943, ela começou a organizar uma petição para rescindir o Dia das Mães em todo território nacional.
Seus esforços foram interrompidos quando sua saúde declinou e ela foi internada em um sanatório por amigos e conhecidos. Pessoas ligadas à indústria das flores e dos cartões pagaram suas contas médicas.

## Morte
Anna Jarvis nunca se casou e não teve filhos. Ela morreu em West Chester, na Pensilvânia, em 24 de novembro de 1948, devido a uma insuficiência cardíaca e foi sepultada no Cemitério Laurel Hill, em Bala Cynwyd, Pensilvânia, ao lado da mãe.